# پروونک
پروونک (به صربی: Prvonek) یک منطقهٔ مسکونی در صربستان است که در ناحیه پچینیا واقع شده‌است. پروونک ۲۰۳ نفر جمعیت دارد.